# Jeskyně Javorinka
Jeskyně Javorinka se nachází v krasovém masívu Úplazu, který je situovaný mezi Kolovou a Javorovou dolinou na severní straně Vysokých Tater. Je součástí území Tatranského národního parku.
Povrch masívu Úplazu je pokrytý svahovými škrapy a je odvodňovaný západním směrem vyvěračkami v korytě Javorinky. Podzemní vody protékají jeskynním systémem Javorinka. Vchod do členitého systému jeskyně se nachází na dně centrální části Javorové doliny v nadmořské výšce 1240 metrů.
V této převážně horizontální fluviokrasové jeskyni jsou vytvořená čtyři delší vodorovná poschodí propojená vertikálními úseky s vodopády výšky od 10 do 25 m se stálým tokem. Vodní tok je napájený třemi ponory Kolového potoka ve výšce přibližně 1384 m n. m. a jeho dalšími skrytými průchody do podzemí v sousední Kolové dolině.
Jeskyně Javorinka je vytvořená v triasových vápencích gutensteinského typu. Délka známých jeskynních chodeb dosahuje 11 230 m s vertikálním rozpětím 480 m.